# Lysilla lyrochaeta
Lysilla lyrochaeta är en ringmaskart som beskrevs av Gravier 1911. Lysilla lyrochaeta ingår i släktet Lysilla och familjen Terebellidae. Inga underarter finns listade i Catalogue of Life.